# Satyagraha (opéra)
Pour le principe de résistance non-violente, voir Satyagraha.
Airs
- Evening Song — Acte III

Satyagraha est un opéra en trois actes pour orchestre, chœur et solistes, composé en 1979 par Philip Glass, sur un livret réalisé par la compositrice et dramaturge Constance DeJong.
L'opéra est inspiré de la vie de Mohandas Karamchand Gandhi, et forme le second volet de la trilogie des portraits, dont le but est de décrire des personnages qui changèrent le monde. Les premier et troisième volets sont Einstein on the Beach et Akhnaten.

## Historique
Satyagraha est commandé par la ville de Rotterdam qui accueille la première mondiale au Stadsschouwburg (théâtre municipal) le 5 septembre 1980, jouée par l'opéra des Pays-Bas, la chorale du Conservatoire de Rotterdam (CodArts) et l'orchestre symphonique d'Utrecht, dirigé par Christopher Keene (en). En 1981, l'opéra est joué à l'opéra de Stuttgart, qui donne également une représentation complète de la trilogie en 1990.
La version allemande de 1981 est captée en 1983 et donne lieu à une publication vidéo.
En 2002, Philip Glass réutilisera le thème de Protest, acte II scène 3, lorsqu'il composera I'm Going to Make a Cake, pièce de la musique du film The Hours.
Une nouvelle production a été créée à l'English National Opera (ENO) de Londres en avril 2007, en coproduction avec le Metropolitan Opera (Met) de New York, qui l'a présentée en avril 2008. Satyagraha a ensuite eu une reprise à Londres du 25 février au 26 mars 2010 ainsi qu'à New York en novembre 2011. Une des représentations de 2011, celle du 19 novembre, a été le cinquantième opéra à être filmé et diffusé en direct dans les cinémas du monde entier venant du Met, faisant partie de la série The Met : Live in HD.

## Distribution
| Rôle                    | Voix          | Distribution de la création mondiale, 5 septembre 1980 Direction : Christopher Keene |
| ----------------------- | ------------- | ------------------------------------------------------------------------------------ |
| Gandhi                  | ténor         | Douglas Perry                                                                        |
| Miss Schlesen           | soprano       | Claudia Cummings                                                                     |
| M.. Kallenbach          | bariton       | Bruce Hall                                                                           |
| Mrs. Alexander          | contralto     | Rhonda Liss                                                                          |
| Mrs. Naidoo             | soprano       | Iris Hiskey                                                                          |
| Kasturba Gandhi         | soprano       | Beverly Morgan                                                                       |
| Parsi Rustomji (en)     | baryton-basse | Tom Haenen                                                                           |
| Arjuna                  | ténor         | René Claassen                                                                        |
| Krishna                 | baryton-basse | Richard T. Gill (en)                                                                 |
| Duryodhana              | rôle muet     |                                                                                      |
| Leon Tolstoï            | rôle muet     |                                                                                      |
| Rabindranath Tagore     | rôle muet     |                                                                                      |
| Martin Luther King, Jr. | rôle muet     |                                                                                      |

## Structure

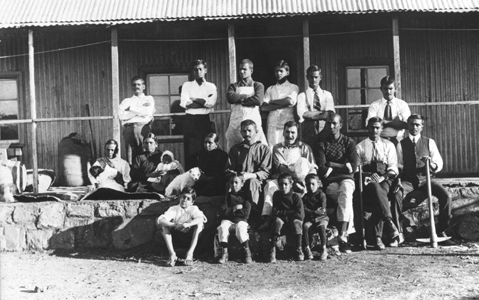
La ferme de Tolstoï en 1910.

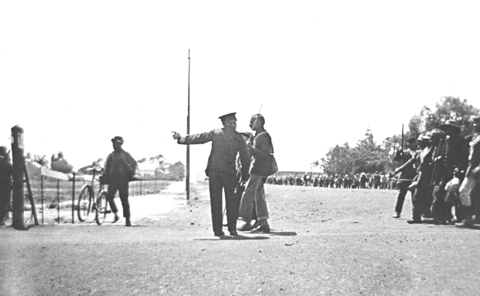
New Castle March en 1913.

L'opéra est en trois actes, se référant chacun à un personnage historique : Leon Tolstoï, Rabindranath Tagore et Martin Luther King, Jr.. Pour Philip Glass, ces trois personnages représentent le passé, le présent et le futur de Satyagraha. Le passé est représenté par Léon Tolstoï qui fut un des inspirateurs de Gandhi. Ils échangèrent une correspondance jusqu'au décès de Tolstoï en 1910. Le présent est représenté par Tagore, poète et humaniste que Gandhi reconnaissait comme seule autorité morale en vie. Enfin, le futur est représenté par King, que Glass considère être un Gandhi américain.
- I.  Tolstoy
  - On the Kuru Field of Justice
  - Tolstoy Farm (1910)
  - The Vow (1906)
- II.  Tagore
  - Confrontation and Rescue (1896)
  - Indian Opinion (1906)
  - Protest (1908)
- III.  King
  - New Castle March (1913)

## Style
Le style musical de l'œuvre s'éloigne du minimalisme et c'est la première fois que Philip Glass compose pour un grand orchestre. La distribution inclut 2 sopranos, 2 mezzo-sopranos, 2 ténors, un baryton et 2 basses ainsi qu'un vaste chœur (sopranos, altos, ténors et basses). L'orchestre se compose d'instruments à cordes (violons, altos, violoncelles et contrebasses), d'instruments à vent (flutes, piccolo, clarinettes, clarinette basse, hautbois, cor anglais, bassons) et d'un orgue. Il ne contient ni cuivres ni percussions. Glass dira, à propos de cette forme orchestrale nouvelle pour lui : « Dans Satyagraha, l'orchestre a, en grande partie, la même sonorité que le Philip Glass Ensemble. Il ne m'est jamais venu à l'esprit d'essayer de créer un son orchestral standard. Je veux conserver ma sonorité. Il y a très peu d'écriture pour soliste. Je me concentre sur des timbres mélangés - comme si l'orchestre était un orgue. ».
Le titre de l'opéra se réfère au concept de la résistance non-violente à l'injustice, Satyagraha, et le texte, tiré de la Bhagavad Gita, est chanté dans la langue sanskrite originale. Lors des représentations, une traduction est généralement offerte en sur-titres.

## Discographie
- Douglas Perry (ténor), Claudia Cummings (soprano), Rhonda Liss (alto), Robert McFarland (baryton), Scott Reeve (basse), Sheryl Woods (soprano), New York City Opera Orchestra and Chorus dirigé par Christopher Keene. CBS Masterworks (1984).
- Songs from the Trilogy, CBS Records (1989), compilation incluant quatre extraits de Satyagraha ainsi que des extraits de Einstein on the Beach et Akhnaten